# Autotopoagnosia
L'autotopoagnosia (dal greco a-gnosis, che significa "non conoscere", e topos, che significa "luogo") è un tipo di agnosia che colpisce il senso della postura. È un deficit caratterizzato da un'incapacità di individuare e indirizzare le diverse parti del corpo nello spazio e dalla mancanza di riconoscimento del proprio corpo e di parti di esso.
Il disturbo neuropsicologico è stato anche indicato come "agnosia corpo-immagine" o "somatotopagnosia". Il termine somatotopoagnosia è stato considerato il più adatto per descrivere tale disturbo. 
Spesso il paziente afferma non solo di non riconoscere le parti del proprio corpo, ma anche, di non considerarle proprie, e quindi di terzi (disturbo tipico nelle anosoagnosie).

## Cause
Generalmente a causare l'autotopoagnosia è una lesione al lobo parietale dell'emisfero non dominante del cervello. Tuttavia, è stato osservato che anche pazienti con danni cerebrali generalizzati presentano sintomi simili all'autotopoagnosia.
Vengono, quindi, presentate molte ipotesi sulla causalità del disturbo, da deficit del linguaggio a disturbi del proprio schema corporeo.